# Schieder-Schwalenberg
Schieder-Schwalenberg – miasto w Niemczech, w kraju związkowym Nadrenia Północna-Westfalia, w rejencji Detmold, w powiecie Lippe. Leży ok. 20 km na zachód od Detmoldu, ok. 40 km na północny zachód od Paderbornu oraz ok. 50 km na północny zachód od Bielefeldu. Sąsiaduje z następującymi miastami: Horn-Bad Meinberg, Lügde, Marienmünster, Blomberg, Nieheim oraz Steinheim. Przez miasto przebiega droga krajowa B239.
Pierwsze wzmianki dotyczące miasta pochodzą z 822 roku. Obecny format otrzymało w 1970 roku w wyniku połączenia gmin, które stały się jego dzielnicami.

Dzielnice miasta